# ژائو خورخه
ژائو خورخه (انگلیسی: João Jorge؛ زادهٔ ۲۸ ژوئن ۱۹۳۶) بازیکن سابق فوتبالل اهل برزیل است که در باشگاه سوسیداد اسپورتیوا پالمیراس بازی می‌کرد.